# Nuoto ai XIII Giochi paralimpici estivi - 50 m stile libero maschili S10

## Record
Prima di questa competizione, il record del mondo (WR) e il record paraolimpico (OR) erano i seguenti.
|  | 24.55 | André Brasil Brasile | 14 settembre 2008 Pechino, Cina |
|  | 24.55 | André Brasil Brasile | 14 settembre 2008 Pechino, Cina |

## Medaglie
| Posizione | Atleta            | Paese   | Tempo | Note |
| --------- | ----------------- | ------- | ----- | ---- |
|           | André Brasil      | Brasile | 23.61 | WR   |
|           | Phelipe Rodrigues | Brasile | 24.64 |      |
|           | Benoit Huot       | Canada  | 24.65 |      |